# Csák Péter
Csák (I.) Péter (1240 körül – 1283-84) a Csák nemzetség trencséni ágának tagja, I. Máté negyedik, legfiatalabb fia, Csák Máté, a közismert tartományúr apja.

## Élete

### IV. Béla idején
Oklevélben a nevével először IV. Béla halála után, már V. István egyeduralma idején találkozunk. Végig szilárdan kitartott ő is és a Csákok tencséni ága is V. István mellett. Jellemző, hogy V. Istvánnak egy 1264-es számadásában, amely fontos főembereket sorol fel mind Béla király, mind István ifjabb hívei közül, akiket adományokkal próbáltak megtartani illetve áttéríteni az ifjabb király hűsűgére, egyetlen trencséni Csák sem szerepel. Ők adomány nélkül is kitartottak az ifjabb király mellett.
Egy 1273-as oklevél méltatja az 1264–1265-ös, IV. Béla király és V. István ifjabb király közötti belháborúban szerzett érdemeiet, amelyben ő V. Istvánt támogatta. Déva vára alatt jelentős győzelmet aratott a IV. Bélát támogató kunok felett, egyeseket megölve, másokat fogságra vetve közülük. Hasonló sikerrel harcolt a Bereg vármegyei Baranka vár alatt is IV. Béla hívei ellen. Amikor IV. Béla sereget küldött a Sárospataki várban ülő László herceg ellen, hogy őt és anyját kivesse onnan, akkor Péter és testvére, Máté elfogták IV. Béla kémeit. Mindezek hatására az erdélyi szászok és más népek visszatértek István ifjabb király hűségére. Ezután egy ütközetben ismét testvérével együtt elfogtak több bárót, Ákos nembeli Ernyét személyesen Péter, miközben életveszélyesen megsebesült egy lándzsától. Karddal még nem tudott harcolni, de részt vett V. István oldalán a döntő isaszegi csatában 1265 márciusában, ahol V. István győzött és ezzel megtartotta az ország keleti fele feletti uralmát.

### V. István idején
1270. június 13-án kelt az az oklevél, amelyben neki és testvérének, Máténak a is először jelenik meg. Péter ekkortól 1272. augusztus 3-ig – azaz végig V. István uralkodása alatt, aki augusztus 6-án halt meg – asztalnokmester, egyben a szlavóniai Gecske várispánja. 1271-ben II. Ottokár cseh király megszegte az előző évben kötött kétéves fegyverszünetet, és elfoglalta Pozsonyt néhány más várral együtt. Péter részt vett a Rábca menti ütközetben, ahol V. István győzött, Ottokár pedig kimenekült az országból. A csatában Péter mentette meg a lovát elvesztő Béla macsói herceget, V. István unokaöccsét.

### IV. László idején
V. István halála után udvari intrikák, IV. Béla pártjának – Kőszegi család, Gutkeled nemzetség – egy évre kiesett az új király, IV. László kegyeiből és bizonyos birtokait is elvesztette, de 1273 tavaszán a király a Nyitra megyei Szeniccel kárpótolta, amivel vámjövedelemhez is jutott. Testvére ugyanekkor lett országbíró. A hatalmi viszonyok azonban sűrűn változtak, 1274 elején ismét a Kőszegi–Gutkeled párt nyerte el a király kegyét, az ősz viszont a Csákok visszatérését hozta. 1274-ben a Kőszegi-párt ugyanis elfogta a királyt és anyját, Kun Erzsébetet, s az ő kiszabadításuk, valamint a Kőszegiek legyőzése a Fehérvár melletti Fövenynél 1274 szeptember végén a Csákok érdeme is volt. A csatában Péter az arcán nagy vágást kapott, de megölte Kőszegi Nagy Henriket, az ellenpárt vezérét. Péter ezután 1275. nyaráig soproni és somogyi ispán volt. Majd fél évig megint nem viselt tisztséget.
1275 végén nádor lett 1276 nyaráig. Megtámadta ugyanis Veszprémet, ahol Kőszegi Péter, Nagy Henrik fia volt a püspök és vandál pusztítást végzett a városban, aminek áldozatul esett a jó nevű káptalani iskola, valamint a gazdag könyvtár is. Egy év múlva a belviszályok miatt 1277 augusztusában megint nádor lett az év végéig, majd 1278 tavaszán újra. Ezt a tisztséget bátyjának, Máténak – aki a dürnkruti csatában mint egyik seregvezér tüntette ki magát – adta át 1278 vége felé, s ekkortól asztalnokmester, s mellé pozsonyi és mosoni ispán lett 1279-ig. Ezután politikai tisztségeket már nem viselt.

## Birtokai
Birtokairól keveset tudunk. A határ közeli Szenic közelében más birtokáról nem tudunk, fiának, Csák Máténak az okleveleiből viszont sejthetjük, hogy 1277-78-ban szerezte meg Komáromot, ami valószínűleg a birtokközpontja is lett. 1281-ben megvásárolta a dél-nyitrai Bosman birtokot Berencs nembeli Drágtól és rokonaitól. 1283-ban vagy 1284-ben halt meg.

## Családja
Két fia volt:
- Csák Máté – Károly Róbert ellenfele, a híres tartományúr
- Csáh nembeli Csák